# Laferté-sur-Aube
Laferté-sur-Aube és un municipi francès situat al departament de l'Alt Marne i a la regió del Gran Est. L'any 2007 tenia 361 habitants.

## Demografia

### Població
El 2007 la població de fet de Laferté-sur-Aube era de 361 persones. Hi havia 168 famílies de les quals 56 eren unipersonals (24 homes vivint sols i 32 dones vivint soles), 64 parelles sense fills, 44 parelles amb fills i 4 famílies monoparentals amb fills.
La població ha evolucionat segons el següent gràfic:
Habitants censats

### Habitatges
El 2007 hi havia 248 habitatges, 170 eren l'habitatge principal de la família, 40 eren segones residències i 39 estaven desocupats. 246 eren cases i 2 eren apartaments. Dels 170 habitatges principals, 148 estaven ocupats pels seus propietaris, 18 estaven llogats i ocupats pels llogaters i 4 estaven cedits a títol gratuït; 6 tenien dues cambres, 22 en tenien tres, 49 en tenien quatre i 93 en tenien cinc o més. 134 habitatges disposaven pel capbaix d'una plaça de pàrquing. A 65 habitatges hi havia un automòbil i a 78 n'hi havia dos o més.

### Piràmide de població
La piràmide de població per edats i sexe el 2009 era:
| Homes | Edats   | Dones |
| ----- | ------- | ----- |
| 0     | 95 o +  | 0     |
| 0     | 90 a 94 | 4     |
| 4     | 85 a 89 | 4     |
| 4     | 80 a 84 | 0     |
| 12    | 75 a 79 | 16    |
| 12    | 70 a 74 | 24    |
| 12    | 65 a 69 | 24    |
| 8     | 60 a 64 | 4     |
| 4     | 55 a 59 | 8     |
| 8     | 50 a 54 | 4     |
| 28    | 45 a 49 | 16    |
| 20    | 40 a 44 | 20    |
| 0     | 35 a 39 | 8     |
| 16    | 30 a 34 | 4     |
| 4     | 25 a 29 | 12    |
| 12    | 20 a 24 | 12    |
| 24    | 15 a 19 | 16    |
| 8     | 10 a 14 | 4     |
| 4     | 5 a 9   | 4     |
| 4     | 0 a 4   | 0     |

## Economia
El 2007 la població en edat de treballar era de 219 persones, 144 eren actives i 75 eren inactives. De les 144 persones actives 135 estaven ocupades (71 homes i 64 dones) i 9 estaven aturades (1 home i 8 dones). De les 75 persones inactives 32 estaven jubilades, 14 estaven estudiant i 29 estaven classificades com a «altres inactius».

### Ingressos
El 2009 a Laferté-sur-Aube hi havia 174 unitats fiscals que integraven 378 persones, la mediana anual d'ingressos fiscals per persona era de 16.478 €.

### Activitats econòmiques
Dels 12 establiments que hi havia el 2007, 4 eren d'empreses de construcció, 2 d'empreses de comerç i reparació d'automòbils, 2 d'empreses de transport, 1 d'una empresa financera, 1 d'una empresa de serveis i 2 d'empreses classificades com a «altres activitats de serveis».
Dels 6 establiments de servei als particulars que hi havia el 2009, 1 era una oficina de correu, 1 taller de reparació d'automòbils i de material agrícola, 1 paleta, 1 guixaire pintor, 1 electricista i 1 perruqueria.
L'únic establiment comercial que hi havia el 2009 era una fleca.
L'any 2000 a Laferté-sur-Aube hi havia 8 explotacions agrícoles que ocupaven un total de 621 hectàrees.

## Equipaments sanitaris i escolars
El 2009 hi havia una escola elemental.

## Poblacions més properes
El següent diagrama mostra les poblacions més properes.